# Soportújar
Soportújar és un municipi de la província de Granada. Limita amb els municipis de Pampaneira, Carataunas i Cáñar. Part del seu terme municipal es troba en el Parc Nacional de Sierra Nevada.